# Daniël de Lange (zeneszerző)

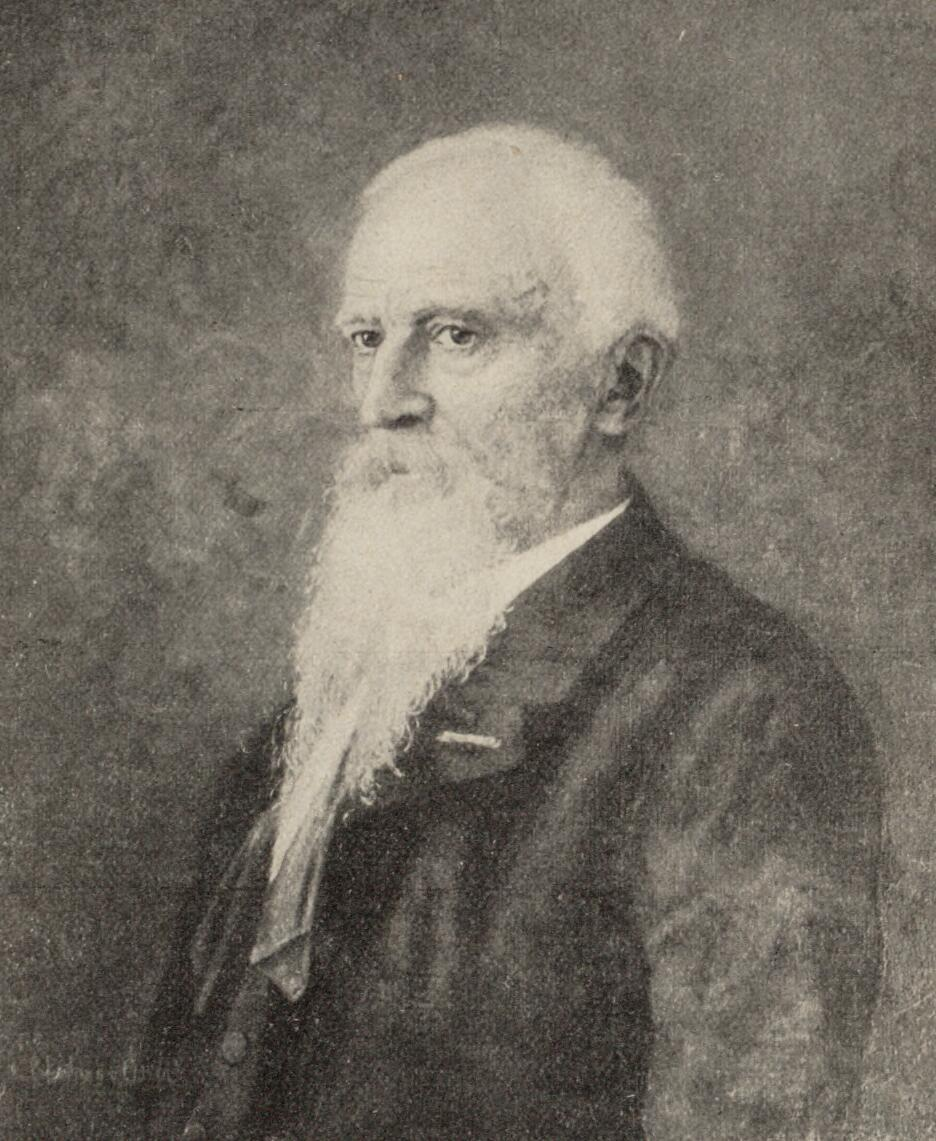
Daniël de Lange portréja
Adri Bleuland van Oordt alkotása

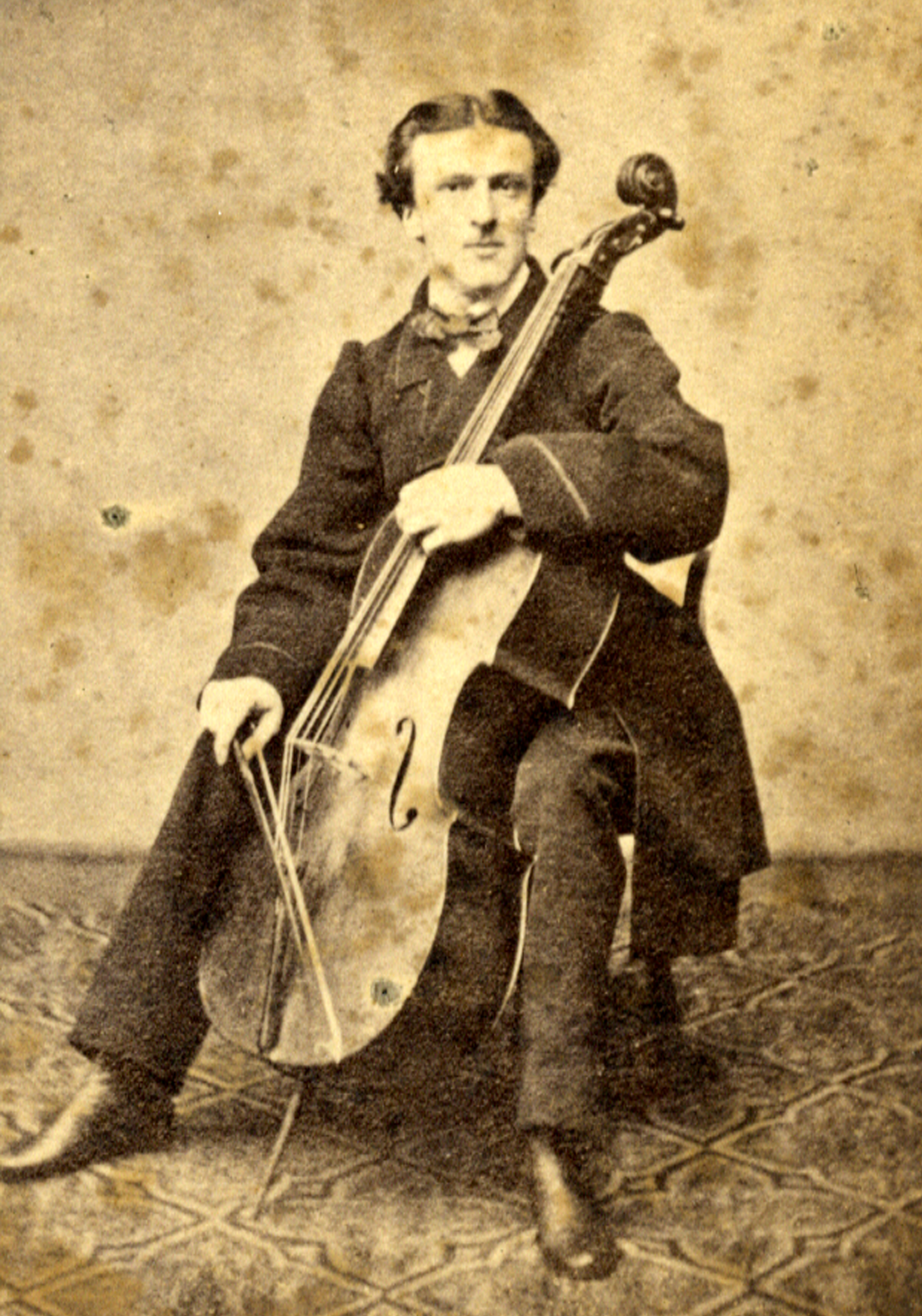
A fiatal Daniël de Lange csellóval

Daniël de Lange (Rotterdam, Hollandia, 1841. július 11. – Point Loma, Kalifornia, Amerikai Egyesült Államok, 1918. január 31.) holland zeneszerző, karmester, zenekritikus, zenepedagógus, csellóművész.

## Élete
Daniël de Lange 1841-ben született egy rotterdami muzsikuscsalád gyermekeként. Édesapja idősebb Samuel de Lange (1811-1884) zeneszerző, a rotterdami Szent Lőrinc-templom orgonistája, édesanyja Johanna Molijn voltak. Bátyja, ifjabb Samuel de Lange (1840-1911), zeneszerző, zongoraművész, zenekritikus.
Apja kezdte zenélni tanítani a testvéreket, főleg orgonára, majd 1851-1854 között a Rotterdami Zeniskolában tanult csellózni Simon Ganztól, míg zeneszerzést Johannes Verhulsttól. 1855-ben Brüsszelbe megy, ahol a belga virtuóznál, a cselló Paganinijének is becézett, Adrien-François Servaisnél csellózni, míg Jacques-Nicolas Lemmensnél orgonálni, valamint Berthold Damckétól zeneszerzést tanult. Bátyjával, agy koncertturnén vettek részt Kelet-Európában, melynek eredményeképpen, Karol Mikuli, aki Chopin tanítványa volt, közbenjárására, 1860–tól 1863-ig mindketten katedrát kaptak a Lembergi Konzervatóriumban. Kinevezésének idején Daniël csak 19 éves volt.
Rövid rotterdami tartózkodás után Párizsba költözött, ahol főleg orgonistaként, zeneszerzőként és zongoratanárként dolgozott. Számos híres művésszel, például Stephen Hellerrel, Édouard Laloval, Saint-Saënsnal, Berliozzal, Massenet-val és Bizet-vel ismerkedett meg. Itt a tanítványa volt Ernest Chausson. Ebben a párizsi időszakban írta szimfóniáit, emellett dalokat és kórusműveket írt, köztük a Requiemet (1868). Itt került a régi zene hatása alá, de megismerte és elfogadta az új zenei irányzatokat is.
1870-ben Daniël és Lide, a Porosz–francia háború miatt kénytelen visszatérni Hollandiába, Amszterdamban telepedtek le. Itt is elsősorban tanítással foglalatoskodik, főként a helyi zeneiskolában, 1873-ban Zaandamban új zeneiskolát alapít. Ő volt az első "hivatalos", fizetett zenekritikus Hollandiában, a Het Nieuws van den Dag című lapban jelentek meg írásai. Emellett sikeres karvezető, például öt éven át az Amstel Férfikar vezetője és Leidenben is tevékenykedik ilyen minőségben, mindemellett kiváló szervező, többek között a Társaság az Énekművészet Előmozdításáért (Maatschappij tot Bevordering der Toonkunst) és a Holland Zenetörténeti Társaság (Vereeniging voor Nederlandsche Muziekgeschiedenis) vezetője. 1878-ban megalapítja a Holland Kórustársaságot (Nederlandsche Koorvereeniging), melynek elnöke is volt. 1884-ben Johannes Messchaerttel, Frans Coenennel és Julius Röntgennel közösen megalapítja az Amszterdami Konzervatóriumot, melynek előbb tanára (zeneszerzés, szolfézs és zenetörténet) és karvezetője, majd 1895-től az intézmény igazgatója lesz. 1913-ban lemondott konzervatóriumi állásáról. Itt ismert tanítványai voltak Bernhard van den Sigtenhorst Meyer és Anton Averkamp.
A Holland A Capella Kórust 1881-ben alapították, és többek között Johannes Messchaert, Aaltje Reddingius, Arnold Spoel és de Lange későbbi második felesége, Anna Maria Gouda voltak a tagjai. Komoly sikereket ért el az elfeledett holland és olasz reneszánsz zene, beleértve Jan Pieterszoon Sweelinck munkásságának felelevenítésével. De Lange sok más szempontból is úttörő szerepet játszott. Például kiterjedt kutatásokat folytatott a keleti gamelán zenéről és számos oktatási és pedagógiai művet tett közzé. Ezen tevékenységei révén a zeneszerzés egyre inkább háttérbe szorult. 1881-től 1913-as visszavonulásáig a Holland Zenetörténeti Társaság (Vereeniging voor Nederlandsche Muziekgeschiedenis) igazgatósági tagja. A Cæcilia zenekar vezető karmestere (1885-1889), ezzel a zenekarral mutatta be a Faust elkárhozását Berlioztól vagy Bruckner 7. szimfóniáját a holland közönség számára.
Élete utolsó éviben Helena Blavatsky eszméinek hatása alá került és elkezdett teozófiával foglalkozni. 1914-ben második feleségével együtt az Egyesült Államokba költözött a Teozófiai Társulatnak a kaliforniai Point Lomában lévő épületébe. Az I.S.I.S Alapítvány Konzervatóriumának igazgatója lett. Point Lomában hunyt el 1918-ban. A De Lange Alapítvány 2005-ben jött létre, melynek célja a család munkásságának bemutatása.

### Családja
1869. augusztus 5-én feleségül vette Alida Maria Wilhelmina van Oordtot (Lide), akinek a nővére Aafje ugyanazon a napon ment hozzá Daniël bátyához, Samuelhez. Két fiuk és négy lányuk született, akik közül az egyik lány fiatalon elhunyt. Felnőttkort megélt gyermekeik:
- Samuel Johannes (1870.06.19. – 1949.06.05.), orvos, az amszterdami Boerhaave-klinika orvos-igazgatója
- Adriana Maria Hendrika (1871.07.23. – 1939)
- Aafje (1872.08.10. – 1940.01.06.), Anton Hildebrand Tierie orgonaművész felesége lett
- Wilhelmina Petronella (1875.05.21. – ?), Johan Frederik de Veer zongoraművész felesége lett
- Daniël (ifjabb) (1878.11.08. – 1948.09.12.), biológus, embriológus, az utrechti Hubrecht-laboratórium igazgatója

Lide 1910. április 28-án bekövetkezett halála után, Daniël de Lange 1911. július 6-án újra megnősült. Második felesége Anna Maria Gouda énekesnő.

## Munkássága
Életműve nem olyan nagy, főleg a bátyja munkásságához képest és a egyes művek esetében a szerzőség is megkérdőjelezhető, ezek közé tartozik a Kuilenburg bukása című opera és a 2. szimfónia. Viszont vannak jelentős művek, amelyek esetében biztos, hogy Daniël a szerző, ilyen például az 1. szimfónia, a Csellóverseny és a Requiem. Konzervatív bátyjával ellentétben sokkal nyitottabb volt a kortársak, mint Berlioz, Wagner vagy Liszt újításaira. Munkásságnak legtermékenyebb időszaka a Párizsban töltött közel 6 év volt.
Amerikába való távozása és az első világháború hozzájárult, ahhoz, hogy bár számos területen úttörő szerepet töltött be, sokoldalú tevékenysége mégis háttérbe szorult hazájában. Újbóli felfedezésére csak a század második felében került sor. 2004-ben Jan Willem Terwen a "Daniël de Lange és a gamelán" című tézisével elnyerte a rangos Jan Pieter Heye díjat.
Két dala, a Gentil Theodoor Antheunis szövegére komponált A zenész és a W. Zaalberg szövegére írott Holland tenger szerepel a korszak népszerű daloskönyvében. A Holland Kamarakórus (Nederlands Kamerkoor) CD felvétele, amelyen az 1. szimfónia és Requiem is szerepel, Edison díjat nyert.
„Olyan lenyűgöző ember volt, mint Liszt.” – írta róla Bernhard Shaw.

### Művei
- Kuilenburg bukása (De val van Kuilenburg) – opera
- 1. c-moll szimfónia Op.4. (1865 körül)
- 2. D-dúr szimfónia
- Csellóverseny
- Requiem vegyeskarra és nyolc hangszerre
- G-dúr szonáta hegedűre és zongorára
- Adagio csellóra és zongorára Op.7.
- Variációk és allegro fúga Op.1.
- Lioba – drámai kísérőzene
- Beatrice
- Bede
- O salutaris[8][9]

### Írásai
- Zenei gondolatok (Thoughts on Music)[10]

## Díjak, kitüntetések
- Osztrák Császári Vaskorona-rend
- Holland Oroszlán-rend[1]

## Fordítás
- Ez a szócikk részben vagy egészben a Daniël de Lange című holland Wikipédia-szócikk ezen változatának fordításán alapul.  Az eredeti cikk szerkesztőit annak laptörténete sorolja fel. Ez a jelzés csupán a megfogalmazás eredetét és a szerzői jogokat jelzi, nem szolgál a cikkben szereplő információk forrásmegjelöléseként.